# دوباره صبح خواهد شد
دوباره صبح خواهد شد (به هندی: Phir Subah Hogi) فیلمی محصول سال ۱۹۵۸ و به کارگردانی رامش سیگال است. در این فیلم بازیگرانی همچون راج کاپور، مالا سینها، رحمان، تون تون، لیلا چیتنیس، نانا پالشیکار ایفای نقش کرده‌اند.